# Józef Rybicki

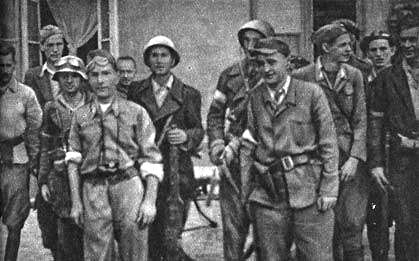
Kpt. Józef Rybicki „Andrzej” (z przodu po prawej) podczas powstania warszawskiego bezpośrednio po akcji opanowania kościoła św. Krzyża i Komendy Policji dnia 23 sierpnia, na terenie posesji Komendy Policji.

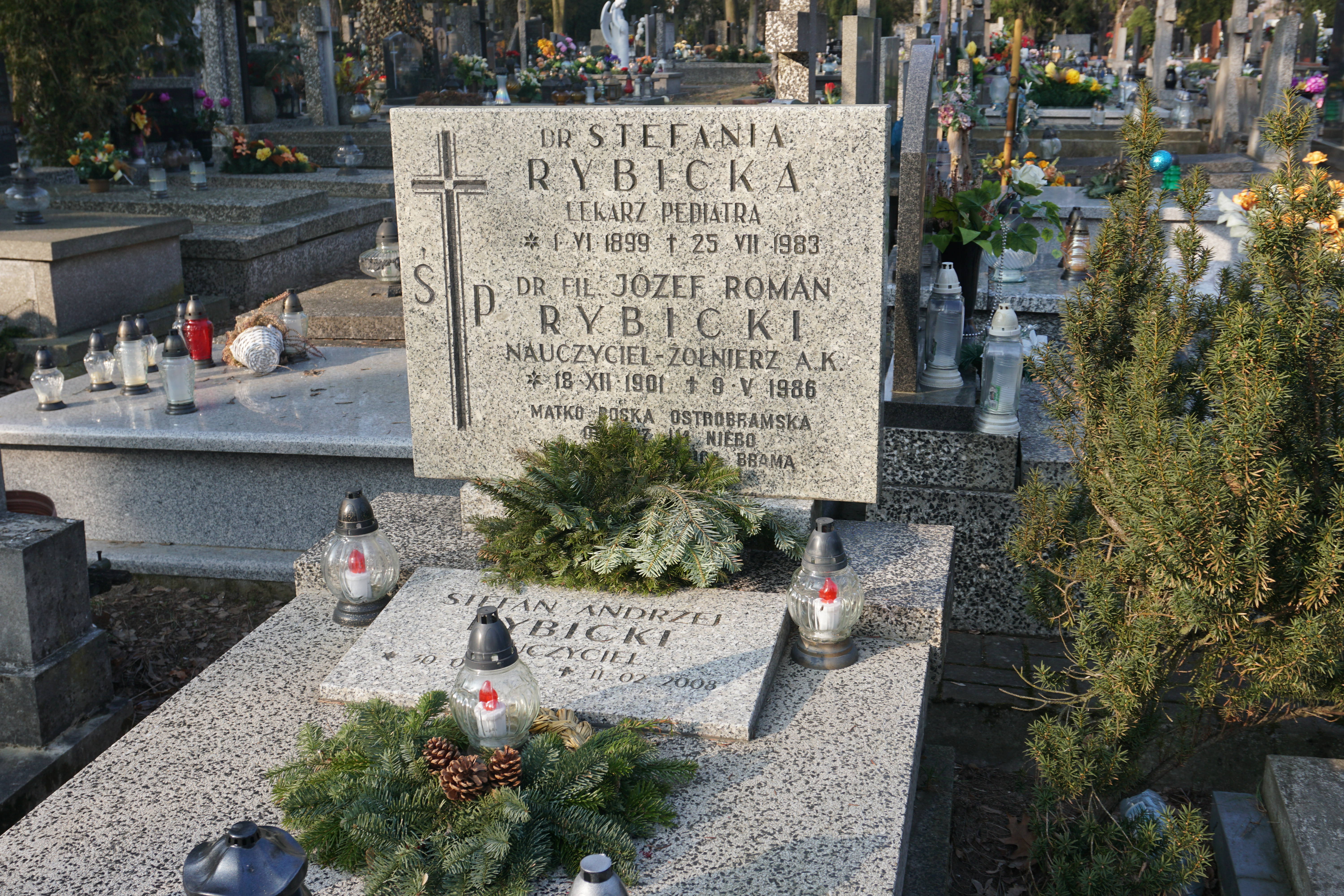
Grób Józefa Rybickiego na cmentarzu w Milanówku

Józef Roman Rybicki, ps. Andrzej (ur. 18 grudnia 1901 w Kołomyi, zm. 9 maja 1986 w Warszawie) – polski filolog klasyczny, nauczyciel, oficer Armii Krajowej w stopniu kapitana, dowódca Kedywu Okręgu Warszawa, uczestnik powstania warszawskiego, członek Zrzeszenia Wolność i Niezawisłość, więzień polityczny okresu stalinowskiego w latach 1945–1954, działacz środowisk abstynenckich, współzałożyciel Komitetu Obrony Robotników i Komitetu Samoobrony Społecznej „KOR”, kawaler Krzyża Srebrnego Orderu Wojennego Virtuti Militari.

## Życiorys
Syn Olgi, z zawodu nauczycielki i Zygmunta (1863–1915) – sędziego. Młodszy brat Stanisława, prezydenta Częstochowy. Józef Rybicki we wczesnej młodości mieszkał w Brzeżanach, a później we Lwowie. Uczestniczył w wojnie polsko-bolszewickiej jako żołnierz w Małopolskich Oddziałach Armii Ochotniczej. Ranny 16 sierpnia 1920 w bitwie pod Rakobutami.
2 lipca 1927 poślubił Stefanię Neuman. W tym samym roku ukończył filologię klasyczną na Uniwersytecie Stefana Batorego w Wilnie, w latach 1928–1931 był tam asystentem, a w 1930 uzyskał doktorat na podstawie rozprawy De Foricoeniorum Cochanovii fontibus antiquis. W latach 1931–1934 był nauczycielem w Państwowym Gimnazjum im. Adama Mickiewicza w Wilnie, 1934–1937 p.o. dyrektora Państwowego Gimnazjum im. Adama Mickiewicza w Nowogródku, 1937–1939 dyrektorem Państwowego Gimnazjum i Liceum im. Bartosza Głowackiego w Tomaszowie Lubelskim.

### II wojna światowa
Od 1939 działał w polskim podziemiu zbrojnym: najpierw w Służbie Zwycięstwu Polski, od lutego 1940 w Tajnej Organizacji Wojskowej, od marca 1943 w AK. Ranny w powstaniu warszawskim. W styczniu 1945 został mianowany, z przekroczeniem jednego stopnia, kapitanem czasu wojny.

### Działalność powojenna
W 1945 był członkiem Delegatury Sił Zbrojnych na Kraj, a we wrześniu tego roku współzałożycielem Zrzeszenie Wolność i Niezawisłość. Ratował wraz z innymi dokumenty Kedywu Okręgu Warszawa AK. Zostały one ukryte w 1945 pod Warszawą. Obecnie znajdują się w zbiorach Biblioteki Narodowej i Biblioteki Uniwersytetu Warszawskiego. Aresztowany w grudniu 1945, skazany w lutym 1947 w procesie I Zarządu WiN.
Po wyjściu na wolność w 1954 mieszkał w Milanówku, następnie w Warszawie. W latach 1959–1971 pracował jako redaktor słowników i encyklopedii filologicznych w wydawnictwie Księgarnia św. Wojciecha w Poznaniu. W grudniu 1975 był sygnatariuszem Listu 59. We wrześniu 1976 był jednym z czternastu członków założycieli Komitetu Obrony Robotników. W 1977 wszedł w skład Komisji Redakcyjnej KOR. Działał również w Komitecie Samoobrony Społecznej KOR. Od 1977 do 1978 należał do Rady Funduszu Samoobrony Społecznej. Na przełomie 1975 i 1976 jeden ze współtwórców Polskiego Porozumienia Niepodległościowego. 18 września 1977 sygnatariusz Deklaracji Ruchu Demokratycznego.
W styczniu 1982 wysłał na adres gen. Wojciecha Jaruzelskiego tzw. List 7, zawierający protest przeciwko wprowadzeniu stanu wojennego oraz żądanie wypuszczenia wszystkich internowanych i aresztowanych. Oprócz niego list podpisały osoby, które osobiście o to poprosił: ks. Jan Zieja, Marian Brandys, Zofia Kuratowska, Stanisław Broniewski, Daniel Olbrychski i Stefan Kieniewicz. 13 października 1983 był współautorem listu w obronie więzionych byłych członków KSS KOR: Jacka Kuronia, Adama Michnika, Zbigniewa Romaszewskiego, Henryka Wujca. W kwietniu 1984 był uczestnikiem rozmów przedstawicieli władz PRL i Episkopatu Polski w sprawie warunków zwolnienia więźniów politycznych. 12 lutego 1984 został sygnatariuszem wspólnego oświadczenia działaczy Karty 77, byłych członków KSS KOR i działaczy podziemia ws. przestrzegania praw człowieka i przeciw więzieniu działaczy opozycji w Polsce i Czechosłowacji.
Został pochowany na cmentarzu w Milanówku. Przemawiając podczas pogrzebu Stanisław Broniewski powiedział: Składamy dzisiaj do grobu sumienie Armii Krajowej.
W 2001 Wydawnictwa Uniwersytetu Warszawskiego opublikowały jego wspomnienia Notatki szefa warszawskiego Kedywu (II wydanie – 2003).

## Odznaczenia i wyróżnienia
Był odznaczony Srebrnym Krzyżem Zasługi (1938), Krzyżem Srebrnym Orderem Virtuti Militari, dwukrotnie Krzyżem Walecznych. 3 maja 1983 został odznaczony przez prezydenta RP na uchodźstwie Edwarda Raczyńskiego Krzyżem Oficerskim Orderu Odrodzenia Polski.
Pośmiertnie, postanowieniem prezydenta Lecha Kaczyńskiego z 21 września 2006, „za wybitne zasługi dla niepodległości Rzeczypospolitej Polskiej, za działalność na rzecz przemian demokratycznych w kraju”, został odznaczony Krzyżem Wielkim Orderu Odrodzenia Polski, który przekazany został 23 września tego roku, w czasie uroczystości z okazji 30. rocznicy powstania Komitetu Obrony Robotników.